# الأنفاق في قطاع غزة

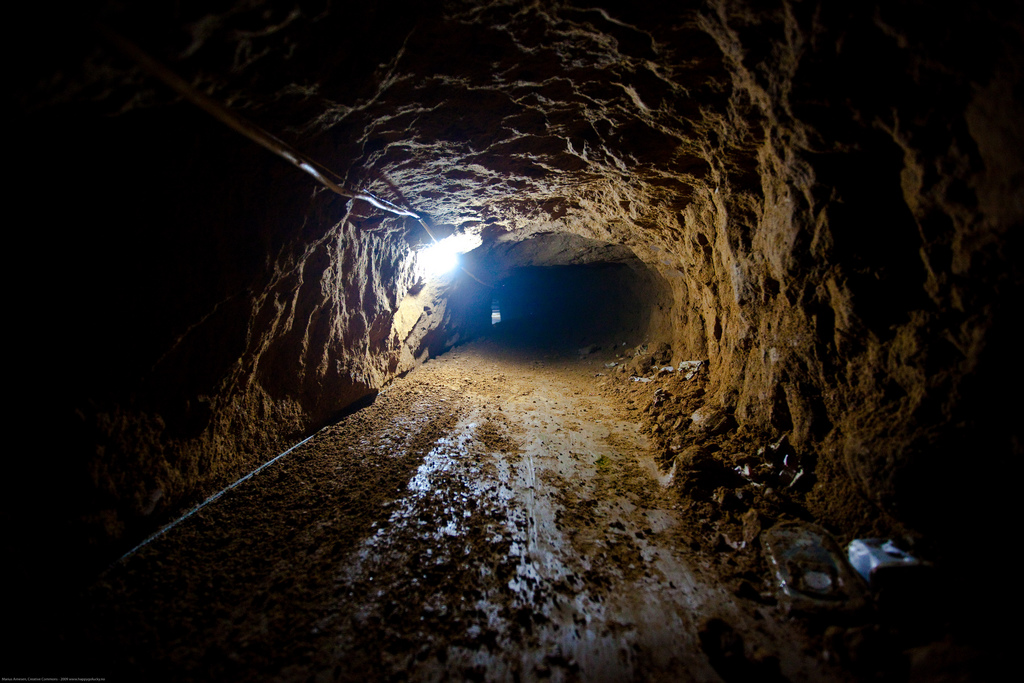
صورة لأحد الأنفاق المؤدية بين رفح الفلسطينية، ورفح المصرية.

الأنفاق في قطاع غزة هي أنفاق حفرها الفلسطينيون سكان قطاع غزة بشكل سري تحت الأرض، تحت محور صلاح الدين على طول الحدود بين مصر وقطاع غزة. وقد تم حفرها بهدف كسر الحصار المفروض على قطاع غزة وتهريب الوقود والغذاء والأسلحة والسلع الأخرى إلى قطاع غزة. بعد معاهدة السلام المصرية الإسرائيلية عام 1979، تم تقسيم مدينة رفح، في جنوب قطاع غزة، بواسطة هذه المنطقة العازلة. يقع جزء منها في الجزء الجنوبي من غزة، والجزء الأصغر من المدينة يقع في مصر. بعد انسحاب إسرائيل من غزة عام 2005، وُضِع محور صلاح الدين تحت سيطرة السلطة الفلسطينية حتى عام 2007، عندما سيطرت حماس على السلطة في 2007، وأغلقت مصر وإسرائيل الحدود مع قطاع غزة.
في عام 2009، بدأت مصر في بناء حاجز تحت الأرض لسد الأنفاق القائمة وجعل حفر الأنفاق الجديدة أكثر صعوبة. وفي عام 2011، خففت مصر القيود على حدودها مع قطاع غزة، مما سمح للفلسطينيين بالعبور بحُرّية. وفي الفترة بين 2013 و2014، دمّر الجيش المصري معظم أنفاق التهريب البالغ عددها 1200.

## خلفية
أنفاق التهريب في قطاع غزة هي أنفاق عبر الحدود بين غزة ومصر، تستخدم للالتفاف على معبر رفح الحدودي، وتستخدم في حالات استثنائية فقط، في حال فتحها أصلاً. أول اكتشاف مسجل لنفق من قبل إسرائيل كان في عام 1983، بعد انسحاب إسرائيل من سيناء. بعدما أُعيد رسم الحدود في عام 1982 بعد معاهدة السلام بين مصر وإسرائيل، تم تقسيم رفح إلى جزء مصري وجزء غزة. وكانت الأنفاق تبدأ من أقبية منازل مدينة رفح من جهة الحدود، وتنتهي عند منازل مدينة رفح من جهة أخرى.
وبحلول سبتمبر/أيلول 2005، بعد الانسحاب من قطاع غزة، أعلنت إسرائيل أن الفلسطينيين لن تكون لهم السيطرة على الجانب الخاص بهم من المعبر، ويجب إغلاق معبر رفح. وخلال بقية العام فتحت مصر المعبر وأغلقته بشكل متقطع. وفي تشرين الثاني/نوفمبر 2005، سمح اتفاقان بين إسرائيل والسلطة الفلسطينية بإعادة فتح المعبر بمساعدة طرف ثالث من الاتحاد الأوروبي. ومع ذلك، كانت حركة الأشخاص مُقيّدة للغاية وتم استخدام البضائع عبر معبر كرم أبو سالم، تحت إشراف الإسرائيليين ومراقبة مراقبي الاتحاد الأوروبي. في عام 2006، تم فتح معبر رفح حتى شهر يونيو. خلال بقية العام كان مفتوحًا لمدة 31 يومًا بشكل عشوائي.
في يونيو/حزيران 2007، سيطرت حماس على قطاع غزة. وفي أعقاب السيطرة على القطاع، أغلقت مصر وإسرائيل إلى حد كبير معابرهما الحدودية مع غزة، بحجة أن السلطة الفلسطينية انسحبت ولم تعد توفر الأمن على الجانب الفلسطيني. وتم إغلاق معبري المنطار ورفح مرة أخرى، مما أدى إلى "صعوبات شخصية واقتصادية شديدة لسكان غزة البالغ عددهم 1.4 مليون نسمة"، وفقاً لمكتب الأمم المتحدة لتنسيق الشؤون الإنسانية. وقد تقطعت السبل بآلاف المسافرين على جانبي الحدود.

### نقص بعض المنتجات الأساسية
تسبب الحصار المفروض على قطاع غزة في نقص بعض المنتجات الأساسية، وخاصة مواد البناء والوقود وبعض المواد الاستهلاكية والأدوية والمستلزمات الطبية. وقد أدت القيود المفروضة على الاستيراد، بما في ذلك مواد البناء الأساسية، إلى انتشار الأنفاق تحت الحدود مع مصر. وبما أن إسرائيل تحد من حرية حركة الفلسطينيين، فإن الأنفاق بالنسبة لمعظم سكان غزة هي الطريقة الوحيدة للانتقال من غزة وإليها.

## الاستخدام
استُخدِمتْ الأنفاق لتهريب مجموعة واسعة من البضائع، منها الوقود والغاز والأسمنت ومواد البناء والمواد الأولية والمبيدات الحشرية والبذور والأدوات الزراعية والمواد الحافظة ومواد التعبئة والتغليف وقطع الغيار والمواشي والحيوانات والأغذية والأدوية والملابس وقطع غيار السيارات ولوازم البناء والأسلحة والمواد الكمالية. في البداية، كانت الأنفاق تستخدم لنقل السلع الاستهلاكية والأدوية. خلال الانتفاضة الأولى (ديسمبر 1987 إلى 1993)، أُشير إن بعض الأنفاق الأكثر سرية استُخدِمتْ لجلب الأسلحة والمال.

### 2007-2015
وأشار تقرير صدر عام 2015 عن مؤتمر الأمم المتحدة للتجارة والتنمية (الأونكتاد) إلى أنه بين عامي 2007 و2013، كان هناك أكثر من 1532 نفقًا تحت الحدود للتخفيف من تأثير الحصار على غزة. تم إغلاقها بحلول منتصف عام 2013. وكان حجم تجارة الأنفاق أكبر من حجم التجارة عبر القنوات الرسمية. وكانت الأنفاق ضرورية للتعافي من الدمار الذي حدث أثناء الحرب على غزة (2008–2009). واستنادا إلى المواد التي سمحت إسرائيل بدخولها، كان من الممكن أن يستغرق الأمر 80 عاما لإعادة بناء 6000 وحدة سكنية دمرت خلال العملية العسكرية. وبسبب واردات الأنفاق، استغرق الأمر خمس سنوات فقط. كانت محطة توليد الكهرباء الوحيدة في غزة تعمل بالديزل من مصر الذي تم جلبه عبر الأنفاق في نطاق مليون لتر يوميًا قبل يونيو/حزيران 2013. وفي عام 2015. أفاد الأونكتاد أن نهاية اقتصاد الأنفاق سلطت الضوء على الحاجة الملحة للرفع الكامل والفوري للحصار الإسرائيلي على غزة.

### مواد بناء
تفرض إسرائيل قيودا على دخول مواد البناء إلى القطاع لمنع حركة حماس من استخدامها لأغراض عسكرية. ونتيجة لذلك، كانت الخرسانة ومواد البناء الأخرى من بين البضائع الرئيسية التي يتم تهريبها عبر الأنفاق.

### الوقود
يُشكّل تهريب الوقود عبر الأنفاق المصدر الرئيسي للوقود لمحطة توليد الكهرباء الوحيدة في غزة. والكهرباء ضرورية، في جملة أمور، لتحلية مياه الشرب. وبعد أن هدمت مصر مئات الأنفاق عام 2013 وأغلقت إسرائيل معبر كرم أبو سالم، تسبب نقص الوقود في إغلاق محطة توليد الكهرباء.
أدى تزايد نقص الوقود وارتفاع الأسعار، بسبب الإجراءات المكثفة لمكافحة الأنفاق التي اتخذتها الحكومة المصرية في عهد الرئيس عبد الفتاح السيسي، إلى توقف عمل مرافق معالجة الصرف الصحي في غزة في عام 2014. وتم ضخ مياه الصرف الصحي غير المعالجة إلى شاطئ غزة، مما تسبب في تلوث بيئي خطير ومنع السباحة على الشواطئ.

### تنقل الأفراد
في مواجهة القيود المفروضة على حرية تنقل الفلسطينيين، تم إنشاء نظام متطور للنقل البشري، بما في ذلك إصدار التذاكر التي تكون بمثابة تصريح سفر. قد تكلف تذكرة السفر من وإلى غزة ما بين 30 إلى 300 دولار (2012)، اعتمادًا على الخدمة المقدمة. اعتبارًا من عام 2012، أصبح السفر بالسيارة ممكنًا. كان السفر عبر الأنفاق شائعًا خلال شهر رمضان عام 2012. وبما أن السفر عبر المعابر الإسرائيلية مسموح به فقط بشكل استثنائي، كما أن معبر رفح مفتوح لفترات محدودة، إذا تم فتحه أصلا، فإن الأنفاق غالبًا ما أصبحت الأنفاق المتنفس الوحيد لسكان القطاع.
يتم استخدام الأنفاق كجزء من طريق إلى إسرائيل، والذي أطلق عليه الجيش الإسرائيلي اسم طريق هيت (Het route) بسبب شكله المشابه للحرف العبري (Heth). يبدأ الطريق من غزة، إلى شبه جزيرة سيناء المصرية، ثم إلى إسرائيل عند جزء أقل حراسة من الحدود.

## البناء

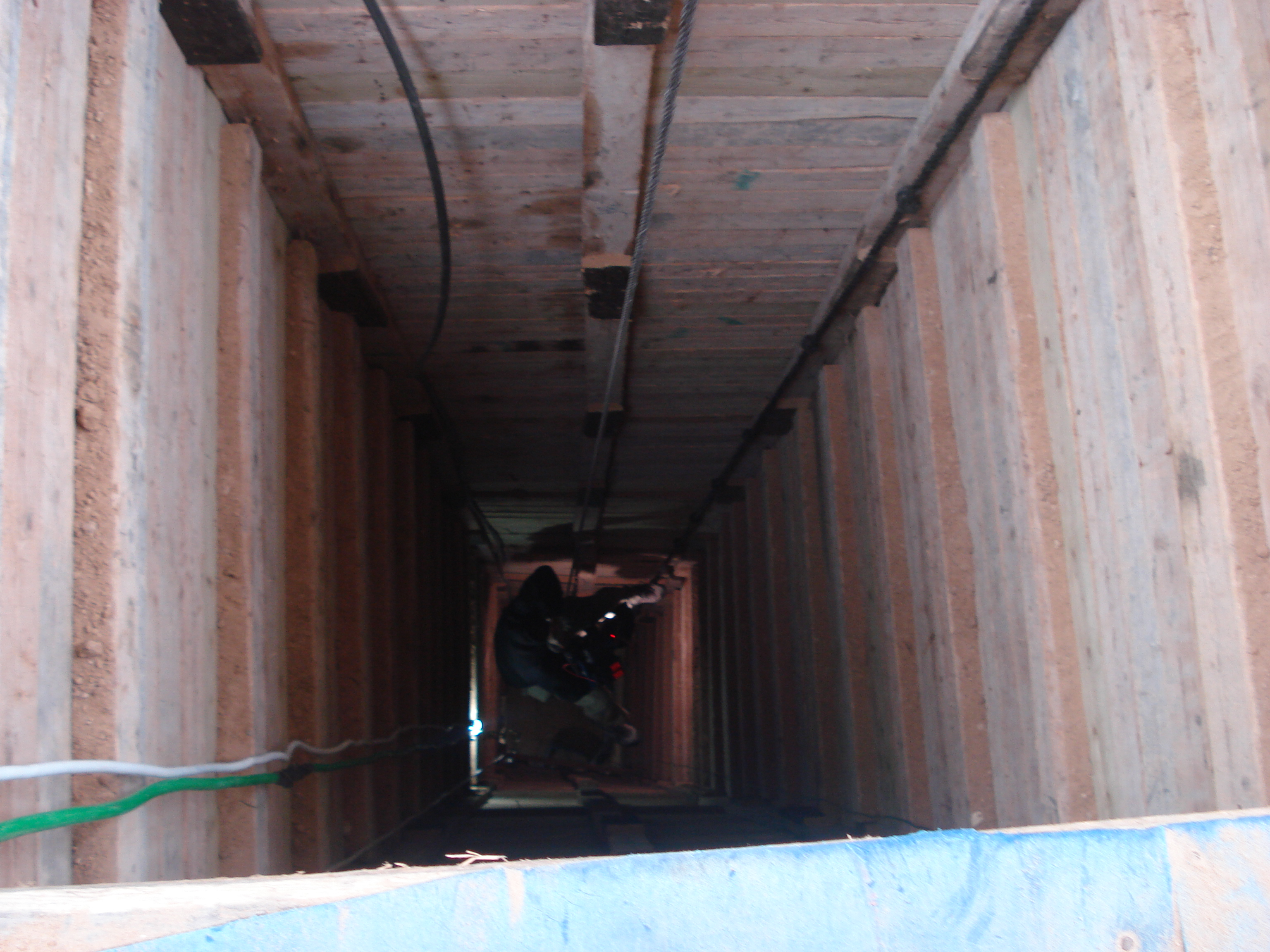
مدخل أحد الأنفاق في غزة.

يتم حفر الأنفاق عادةً بواسطة مقاولين فرديين من أقبية المنازل أو من بستان زيتون تحت الحدود على أعماق تصل إلى 30 مترًا (100 قدم)، ويصل طولها إلى 800 متر (2640 قدمًا). في كثير من الحالات، يدخل أصحاب المنازل في ترتيبات تجارية مع بناة الأنفاق. وقد يحصلون على جزء من أرباح التهريب أو أي نوع آخر من التعويض المالي من المتعاقدين على بناء الأنفاق. في حين أن العديد من الأنفاق ذات جودة عالية بشكل عام من حيث الهندسة والبناء – حيث يشمل بعضها الكهرباء والتهوية والاتصال الداخلي ونظام السكك الحديدية – إلا أنها لا تزال خطيرة للغاية وعرضة للانهيارات. وتوجد فتحات العديد من الأنفاق داخل المباني في مدينة رفح الواقعة في أقصى جنوب غزة أو حولها.

## الإجراءات التي اتخذتها مصر
اتخذت مصر بعض التدابير مثل بناء سياج تحت الأرض على طول جانبها من الحدود بين غزة ومصر. وفي أواخر عام 2009، بدأت مصر في بناء حاجز تحت الأرض في محاولة للحد من استخدام أنفاق التهريب. ومع ذلك، تظل قدرات مكافحة التهريب محدودة ومقيدة. في عام 2010، رشت مصر غازًا سامًا في الأنفاق، مما أسفر عن مقتل أربعة فلسطينيين.
في عام 2011، بدأت مصر في إغلاق سلسلة من أنفاق التهريب بين حدودها وقطاع غزة. وقد زاد الجيش المصري من انتشاره على طول حدوده منذ 5 أغسطس/آب 2012، عندما قُتل 16 من أفراد شرطة الحدود المصرية في هجوم إرهابي. ومنذ ذلك الحين، وردت تقارير تفيد بأن الجيش المصري يدمر أنفاق التهريب عن طريق إغراقها بالمياه.
في عام 2013، وفي أعقاب الانقلاب الذي أطاح بالحكومة الموالية لحماس في مصر، دمر الجيش المصري العديد من الأنفاق، مما أدى إلى "ارتفاع الأسعار، وإفراغ الأرفف، وتوقف خدمات المرافق العامة بسبب نقص الوقود، وتقييد السفر مرة أخرى". وفي ذات العام بدأ الجيش المصري في اللجوء إلى تكتيك جديد لاذع لإغلاق أنفاق التهريب التي تربط سيناء وغزة بإغراقها بمياه الصرف الصحي.